# Goodrich (Teksas)
Goodrich – miasto w Stanach Zjednoczonych, w stanie Teksas, w hrabstwie Sheridan.